# Bình ca
Bình ca (tiếng Latinh: cantus planus) là một thể loại vịnh xướng được sử dụng trong các nghi thức phụng vụ của Kitô giáo Tây phương. Bình ca phụng vụ là nhạc đơn âm, không có bè. Nhịp điệu của nó nói chung là tự do hơn so với nhịp điệu của nền âm nhạc phương Tây sau này. Loại bình ca có chỗ đứng quan trọng là Bình ca Gregoriano.